# プリツカー賞
プリツカー賞 (The Pritzker Architecture Prize) は、アメリカのホテルチェーン「ハイアットホテルアンドリゾーツ」のオーナーであるプリツカー一族が運営するハイアット財団 (The Hyatt Foundation) から建築家に対して授与される賞である。
王立英国建築家協会が授与するRIBAゴールドメダルやアメリカ建築家協会が授与するAIAゴールドメダルに比べて歴史は浅いが、1988年に『ニューヨーク・タイムズ』の記事で「建築家にとってこの賞は、科学者や作家たちにとってのノーベル賞のようなものだ」と書かれて以降、「建築界のノーベル賞」と紹介されることもある。
賞の名称は正式には「プリツカー建築賞」となるが、単に「プリツカー賞」(Pritzker Prize)と呼ばれることが多い。他にプリツカーの名を冠する賞として、プリツカー文学賞がある。

## 発音と表記
Pritzker の英語発音は/ˈprɪtskər/で、「プリッツカー」または「プリツカー」に近い。このことから、通常「プリツカー賞」と表記される。日本語の文脈では、しばしば誤って「プリッカー賞」と表記されることがある。

## 概要
1979年にアメリカ人実業家でハイアットの事実上の創業者であるジェイ・プリツカーと妻のシンディによって設立された。「建築を通じて人類や環境に一貫した意義深い貢献をしてきた」存命の建築家を対象とする。国籍・人種・思想・信条を問わず、原則として1年に1人表彰している。副賞として10万ドルとブロンズのメダルが授与される。メダルの意匠はルイス・サリヴァンの作品を模したもので、ウィトルウィウスの言葉が刻まれている（1986年以前はヘンリー・ムーアによる彫像であった）。受賞者を国籍別でみると、日本人9人、アメリカ8人（1人は二重国籍）、イギリス人4人、フランス3人と、日本人の受賞が最多となっている。

## 歴代受賞者
| 年     | 受賞者名                                        | 国籍                  |
| ------ | ----------------------------------------------- | --------------------- |
| 1979年 | フィリップ・ジョンソン                          | アメリカ合衆国        |
| 1980年 | ルイス・バラガン                                | メキシコ              |
| 1981年 | ジェームス・スターリング                        | イギリス              |
| 1982年 | ケヴィン・ローチ                                | アメリカ合衆国        |
| 1983年 | イオ・ミン・ペイ                                | アメリカ合衆国        |
| 1984年 | リチャード・マイヤー                            | アメリカ合衆国        |
| 1985年 | ハンス・ホライン                                | オーストリア          |
| 1986年 | ゴットフリート・ベーム                          | 西ドイツ              |
| 1987年 | 丹下健三                                        | 日本                  |
| 1988年 | ゴードン・バンシャフト                          | アメリカ合衆国        |
| 1988年 | オスカー・ニーマイヤー                          | ブラジル              |
| 1989年 | フランク・ゲーリー                              | カナダ アメリカ合衆国 |
| 1990年 | アルド・ロッシ                                  | イタリア              |
| 1991年 | ロバート・ヴェンチューリ                        | アメリカ合衆国        |
| 1992年 | アルヴァロ・シザ                                | ポルトガル            |
| 1993年 | 槇文彦                                          | 日本                  |
| 1994年 | クリスチャン・ド・ポルザンパルク                | フランス              |
| 1995年 | 安藤忠雄                                        | 日本                  |
| 1996年 | ホセ・ラファエル・モネオ                        | スペイン              |
| 1997年 | スヴェレ・フェーン                              | ノルウェー            |
| 1998年 | レンゾ・ピアノ                                  | イタリア              |
| 1999年 | ノーマン・フォスター                            | イギリス              |
| 2000年 | レム・コールハース                              | オランダ              |
| 2001年 | ヘルツォーク&ド・ムーロン                       | スイス                |
| 2002年 | グレン・マーカット                              | オーストラリア        |
| 2003年 | ヨーン・ウツソン                                | デンマーク            |
| 2004年 | ザハ・ハディッド                                | イギリス              |
| 2005年 | トム・メイン                                    | アメリカ合衆国        |
| 2006年 | パウロ・メンデス・ダ・ロシャ                    | ブラジル              |
| 2007年 | リチャード・ロジャース                          | イギリス              |
| 2008年 | ジャン・ヌーヴェル                              | フランス              |
| 2009年 | ピーター・ズントー                              | スイス                |
| 2010年 | 妹島和世 西沢立衛                               | 日本                  |
| 2011年 | エドゥアルド・ソウト・デ・モウラ                | ポルトガル            |
| 2012年 | 王澍                                            | 中国                  |
| 2013年 | 伊東豊雄                                        | 日本                  |
| 2014年 | 坂茂                                            | 日本                  |
| 2015年 | フライ・オットー                                | ドイツ                |
| 2016年 | アレハンドロ・アラベナ                          | チリ                  |
| 2017年 | RCRアルキテクタス                               | スペイン              |
| 2018年 | バルクリシュナ・ドーシ                          | インド                |
| 2019年 | 磯崎新                                          | 日本                  |
| 2020年 | イヴォンヌ・ファレル シェリー・マクナマラ       | アイルランド          |
| 2021年 | アンヌ・ラカトン ジャン・フィリップ・ヴァッサル | フランス              |
| 2022年 | ディエベド・フランシス・ケレ                    | ブルキナファソ        |
| 2023年 | デイヴィッド・チッパーフィールド                | イギリス              |
| 2024年 | 山本理顕                                        | 日本                  |
| 2025年 | 劉家琨                                          | 中国                  |

注）1988年は10周年記念のため、2001年と2010年と2020年と2021年はパートナーのため、2人同時受賞となっている。